# Carlos Rodríguez Rodríguez
Carlos Emilio Rodríguez Rodríguez (Montevideo, Uruguay, 7 de abril de 1990) es un futbolista uruguayo. Juega de defensa central y su equipo actual es Deportes Iquique de la Primera División de Chile.

## Trayectoria
Carlos debutó como profesional en Danubio en Primera División, pero en la temporada 2010-11, no tuvo tantos minutos, por lo que fue cedido.
El 23 de septiembre de 2011, arribó a Miramar Misiones, para jugar el Campeonato Uruguayo de Segunda División 2011-12. Comenzó como suplente, pero en su cuarto encuentro logró la titularidad. Anotó su primer gol como profesional el 19 de noviembre, fue contra Huracán, equipo con el que perdieron 2 a 1.
Miramar finalizó el campeonato en sexta posición, por lo que clasificaron a la eliminatoria por el ascenso. Primero se enfrentaron a Boston River, en el partido de ida perdieron 1 a 0, pero en la revancha ganaron 4 a 0. Luego, en la semifinal, su rival fue Progreso, perdieron por la mínima en el primer encuentro, y luego en la vuelta empataron sin goles. Progreso avanzó a la final, la ganó y fue el tercer equipo que ascendió a la máxima categoría del fútbol uruguayo. Carlos jugó un total de 24 partidos y anotó un gol.
Regresó a Danubio, pero como no iba a ser considerado nuevamente, fue fichado definitivamente por Miramar Misiones.
Disputó el Campeonato Uruguayo de Segunda División 2012-13, esta vez comenzó como titular en la zaga. Jugó 24 partidos por el torneo, y anotó 4 goles, Miramar logró una buena temporada, pero finalizaron igualados en segundo lugar con Rentistas, posición de ascenso directo. Jugaron una serie de ida y vuelta contra los bichos colorados para determinar el segundo ascenso, instancia en la que ganó Rentistas por un global de 3-0. 
Clasificaron a la eliminatoria por el tercer ascenso, esta vez llegaron a la final, tras superar a Plaza Colonia y Boston River en tiempo extra. En el partido decisivo, Torque fue su rival, fueron a tiempo extra tras un global de 1-1, pero no se sacaron ventajas, por lo que desde el punto del penal, fue más eficaz Miramar y ascendieron a la máxima categoría del fútbol profesional de Uruguay.
En Primera División, no tuvo las mismas oportunidades, disputó 4 partidos en el Torneo Apertura 2013. Por lo que fue cedido para que no perdiera rodaje.
El 19 de febrero de 2014 se integró a Boston River, fue prestado para finalizar el segundo semestre del Campeonato Uruguayo de Segunda División 2013-14. Jugó 12 partidos y anotó 2 goles en el campeonato, obtuvieron el quinto lugar en la tabla de posiciones. Clasificaron a la eliminatoria por el tercer ascenso, instancia en la que fueron eliminados por Villa Teresa en la primera ronda.
Una vez finalizada su cesión, Boston River adquirió la ficha de Carlos definitivamente. Comenzó el Campeonato Uruguayo de Segunda División 2014-15 desde la fecha 1 como titular, el equipo mostró buen nivel y lograron el cuarto puesto. Jugaron el play-off por el tercer ascenso, y derrotaron a Canadian por un global de 4-2 en la semifinal. En la final se enfrentaron a Villa Teresa, empataron por un global de 3-3, fueron a tiempo extra pero no convirtieron, se decidió por penales y el Villa resultó más efectivo, Boston River perdió la tanda por 6-5.
El 30 de julio de 2015 fue fichado por un equipo recién ascendido a Primera División, Plaza Colonia. En principio se sumó a la pretemporada para ser evaluado, pero convenció al técnico Eduardo Espinel y lo incorporaron definitivamente.
No jugó el primer partido del Torneo Apertura 2015, pero en la fecha 2, debutó como titular en la zaga de Plaza, se enfrentaron a Liverpool, Rodríguez anotó un gol y ganaron 2-1. Estuvo presente en 14 de los 15 partidos del Torneo Apertura, todos como titular, anotó un gol y Plaza Colonia finalizó en la posición número 13.
En la fecha 4 del Torneo Clausura, se enfrentaron a Nacional el 28 de febrero de 2016, mostró un gran nivel y derrotaron al rival por 2-0, fue la primera victoria contra los bolsos en la historia del club. Luego derrotaron a clubes que peleaban por el torneo, como Wanderers, River Plate, Fénix y Sud América.
Plaza realizó un gran Clausura, por lo que en la fecha 14, el 29 de mayo, se enfrentaron a Peñarol en el Campeón del Siglo con la posibilidad de salir campeones del torneo corto. Carlos fue titular, comenzaron ganando desde el primer minuto con gol de su compañero Nicolás Milesi, pero antes de la primera media hora del encuentro, los carboneros empataron con una anotación de Murillo. En el segundo tiempo continuó la paridad, pero al minuto 78 Hernán Novick cometió un penal para los colonienses, lo ejecutó su compañero Alejandro Villoldo y venció la portería de Guruceaga, la ventaja se mantuvo hasta el final y ganó Plaza Colonia por 1-2. Con 31 puntos, el Pata Blanca consiguió el Torneo Clausura 2016, el primer título de Primera División en la historia del club, y se aseguró su participación en un torneo internacional.
Una vez finalizado el Campeonato Uruguayo de Fútbol 2015-16, se enfrentaron a Peñarol, equipo ganador del Torneo Apertura 2015, con la posibilidad de definir el campeón de la temporada. Plaza comenzó ganando pero Diego Rossi empató para los carboneros, fueron a tiempo extra y finalmente perdieron 3-1.
El 4 de julio de 2016, fue cedido a préstamo a Olimpo de Bahía Blanca por un año, con opción de compra. En la institución completó 27 partidos, donde marcó 4 goles y logró la permanencia en la Primera División de Argentina. 
Tras su gran temporada en el aurinegro, el 14 de julio de 2017 fue nuevamente cedido por un año, en este caso al Club Atlético Tigre.
En junio de 2024, es anunciado como primera incorporación en Club Deportes Iquique para afrontar el segundo semestre del torneo de primera división de Chile. 

## Estadísticas
Actualizado al último partido disputado el 8 de noviembre de 2024.
| Club                                   | Div.          | Temporada     | Liga  | Liga  | Liga   | Copas nacionales | Copas nacionales | Copas nacionales | Copas internacionales | Copas internacionales | Copas internacionales | Total | Total | Total  |
| Club                                   | Div.          | Temporada     | Part. | Goles | Asist. | Part.            | Goles            | Asist.           | Part.                 | Goles                 | Asist.                | Part. | Goles | Asist. |
| -------------------------------------- | ------------- | ------------- | ----- | ----- | ------ | ---------------- | ---------------- | ---------------- | --------------------- | --------------------- | --------------------- | ----- | ----- | ------ |
| Danubio F. C. · Uruguay                | 1.ª           | 2009-10       | 20    | 0     | 0      | -                | -                | -                | -                     | -                     | -                     | 20    | 0     | 0      |
| Danubio F. C. · Uruguay                | 1.ª           | 2010-11       | 9     | 0     | 0      | -                | -                | -                | -                     | -                     | -                     | 9     | 0     | 0      |
| Danubio F. C. · Uruguay                | Total club    | Total club    | 29    | 0     | 0      | 0                | 0                | 0                | 0                     | 0                     | 0                     | 29    | 0     | 0      |
| C. S. Miramar Misiones · Uruguay       | 2.ª           | 2011-12       | 24    | 1     | 0      | -                | -                | -                | -                     | -                     | -                     | 24    | 1     | 0      |
| C. S. Miramar Misiones · Uruguay       | 2.ª           | 2012-13       | 28    | 4     | 0      | -                | -                | -                | -                     | -                     | -                     | 28    | 4     | 0      |
| C. S. Miramar Misiones · Uruguay       | 1.ª           | 2013-14       | 4     | 0     | 0      | -                | -                | -                | -                     | -                     | -                     | 4     | 0     | 0      |
| C. S. Miramar Misiones · Uruguay       | Total club    | Total club    | 56    | 5     | 0      | 0                | 0                | 0                | 0                     | 0                     | 0                     | 56    | 5     | 0      |
| C. A. Boston River · Uruguay           | 2.ª           | 2013-14       | 13    | 2     | 0      | -                | -                | -                | -                     | -                     | -                     | 13    | 2     | 0      |
| C. A. Boston River · Uruguay           | 2.ª           | 2014-15       | 26    | 1     | 0      | -                | -                | -                | -                     | -                     | -                     | 26    | 1     | 0      |
| C. A. Boston River · Uruguay           | Total club    | Total club    | 39    | 3     | 0      | 0                | 0                | 0                | 0                     | 0                     | 0                     | 39    | 3     | 0      |
| C. Plaza Colonia de D. · Uruguay       | 1.ª           | 2015-16       | 29    | 2     | 5      | -                | -                | -                | -                     | -                     | -                     | 29    | 2     | 5      |
| C. Plaza Colonia de D. · Uruguay       | Total club    | Total club    | 29    | 2     | 5      | 0                | 0                | 0                | 0                     | 0                     | 0                     | 29    | 2     | 5      |
| C. Olimpo Argentina                    | 1.ª           | 2016-17       | 27    | 4     | 0      | 2                | 0                | 0                | -                     | -                     | -                     | 29    | 4     | 0      |
| C. Olimpo Argentina                    | Total club    | Total club    | 27    | 4     | 0      | 2                | 0                | 0                | 0                     | 0                     | 0                     | 29    | 4     | 0      |
| C. A. Tigre Argentina                  | 1.ª           | 2017-18       | 19    | 1     | 0      | 0                | 0                | 0                | -                     | -                     | -                     | 19    | 1     | 0      |
| C. A. Tigre Argentina                  | Total club    | Total club    | 19    | 1     | 0      | 0                | 0                | 0                | 0                     | 0                     | 0                     | 19    | 1     | 0      |
| C. A. Peñarol · Uruguay                | 1.ª           | 2018          | 14    | 1     | 0      | -                | -                | -                | 1                     | 0                     | 0                     | 15    | 1     | 0      |
| Liga Deportiva Universitaria · Ecuador | 1.ª           | 2019          | 23    | 3     | 0      | 4                | 0                | 1                | 10                    | 0                     | 2                     | 37    | 3     | 3      |
| Liga Deportiva Universitaria · Ecuador | 1.ª           | 2020          | 4     | 0     | 0      | 1                | 0                | 0                | 2                     | 0                     | 0                     | 7     | 0     | 0      |
| Liga Deportiva Universitaria · Ecuador | Total club    | Total club    | 27    | 3     | 0      | 5                | 0                | 1                | 12                    | 0                     | 2                     | 44    | 3     | 3      |
| Delfín S. C. · Ecuador                 | 1.ª           | 2020          | 9     | 0     | 0      | -                | -                | -                | 4                     | 0                     | 0                     | 13    | 0     | 0      |
| Delfín S. C. · Ecuador                 | Total club    | Total club    | 9     | 0     | 0      | 0                | 0                | 0                | 4                     | 0                     | 0                     | 13    | 0     | 0      |
| C. A. Peñarol · Uruguay                | 1.ª           | 2021          | 22    | 2     | 0      | -                | -                | -                | 5                     | 0                     | 0                     | 27    | 2     | 0      |
| C. A. Peñarol · Uruguay                | Total club    | Total club    | 36    | 3     | 0      | 0                | 0                | 0                | 6                     | 0                     | 0                     | 42    | 3     | 0      |
| Barcelona S. C. · Ecuador              | 1.ª           | 2022          | 28    | 3     | 0      | -                | -                | -                | 7                     | 1                     | 0                     | 35    | 4     | 0      |
| Barcelona S. C. · Ecuador              | 1.ª           | 2023          | 27    | 3     | 1      | -                | -                | -                | 6                     | 0                     | 0                     | 33    | 3     | 1      |
| Barcelona S. C. · Ecuador              | 1.ª           | 2024          | 5     | 0     | 0      | -                | -                | -                | 1                     | 0                     | 0                     | 6     | 0     | 0      |
| Barcelona S. C. · Ecuador              | Total club    | Total club    | 60    | 6     | 1      | 0                | 0                | 0                | 14                    | 1                     | 0                     | 74    | 7     | 1      |
| Unión La Calera · Chile                | 1.ª           | 2024          | 8     | 0     | 0      | 2                | 0                | 0                | -                     | -                     | -                     | 10    | 0     | 0      |
| Unión La Calera · Chile                | Total club    | Total club    | 8     | 0     | 0      | 2                | 0                | 0                | -                     | -                     | -                     | 10    | 0     | 0      |
| Total carrera                          | Total carrera | Total carrera | 339   | 27    | 6      | 9                | 0                | 1                | 52                    | 1                     | 2                     | 384   | 28    | 9      |
| 1. 2.                                  |               |               |       |       |        |                  |                  |                  |                       |                       |                       |       |       |        |

## Palmarés

### Títulos nacionales
| Título               | Club                         | País    | Año  |
| -------------------- | ---------------------------- | ------- | ---- |
| Torneo Clausura      | C. Plaza Colonia de D.       | Uruguay | 2016 |
| Torneo Clausura      | C. A. Peñarol                | Uruguay | 2018 |
| Campeonato Uruguayo  | C. A. Peñarol                | Uruguay | 2018 |
| Copa Ecuador         | Liga Deportiva Universitaria | Ecuador | 2019 |
| Supercopa de Ecuador | Liga Deportiva Universitaria | Ecuador | 2020 |
| Torneo Clausura      | C. A. Peñarol                | Uruguay | 2021 |
| Campeonato Uruguayo  | C. A. Peñarol                | Uruguay | 2021 |

### Distinciones individuales
| Distinción                                                   | Año  |
| ------------------------------------------------------------ | ---- |
| Fútbolx100 – Equipo ideal del año en el Campeonato Uruguayo  | 2016 |
| Fútbolx100 – Mejor defensa del año en el Campeonato Uruguayo | 2016 |